# 陈迟
陈迟（1914年7月18日—2007年12月28日），台湾著名农学家。是陈布雷的长子，陈师孟的父亲。

## 简介
浙江省慈溪县（今宁波余姚市）人。1936年，毕业于国立浙江大学农学院。抗日战争时期，在后方甘肃省研究引种甜菜，并应用于制糖业，获得成功。同时研究了中国西部干旱沙漠化地区的水土保持，亦获得不少成果。
在甘肃省政府推荐下，以官费赴美国留学，入美国康奈尔大学农学院，获得农业科学碩士学位。
1949年從康奈爾回到台湾后，曾在先後台湾糖业公司任職於新營糖廠，岸內糖廠，後來在橋頭糖廠任廠長。之後在台南糖業試驗所任種藝系主任。曾在菲律賓任职于联合国粮食及农业组织和亚洲开发银行。返台之後，先後在農業復興委員會及台灣省政府任職。晚年在美国定居。
陈迟在美国时，女兒陳瑾華和兒子陈师孟在1946和1948年先後出生。

## 逸事
陈迟年少时想要报考当时的中央政治学校，征求意见时遭到父亲陈布雷的断然拒绝。陈布雷训导说“农业也可救国，中华以农立国，化杂草为肥料与拒倭寇救国一样”，并要陈迟报考国立浙江大学农学院。